# Tulostoma
Tulostoma es un género de hongo de la familia Agaricaceae. El género tiene una distribución mundial y aparece en zonas áridas o en suelos arenosos. Se caracterizan por un estípite distintivo con un saco de esporas subgloboso, un ostiolo apical bien desarrollado y capilicios septados de paredes que van de gruesas a delgadas. El término tulostoma proviene de la palabra griega "tylos" que significa joroba, callo, uña y de la palabra latina "stoma" que significa orificio bucal.

## Descripción

### Cuerpo fructífero
Los cuerpos fructíferos esféricos se desarrollan bajo tierra. En esta primera etapa de su desarrollo, constan de una cáscara de dos capas (endoperidia y exoperidio), que encierran la gleba, el área interna fértil del cuerpo fructífero. Al estirar una protuberancia de los endoperidios, que sobresale a través de los exoperidios en la parte inferior del cuerpo fructífero, se crea un tallo alargado que levanta así la cabeza esférica del cuerpo fructífero del suelo. En este punto, los exoperidios se desprenden de modo que el cuerpo fructífero terminado consta de un tallo y un peridio de una sola capa que contiene el resto de los endoperidios. Los restos de los exoperidios se pueden conservar en la parte inferior de la cabeza esférica, donde se encuentra la base del tallo, que también puede pronunciarse como collar. En la parte superior de la bola se desarrolla una pequeña abertura (el peristoma), cuya forma (por ejemplo, como un tubo corto evertido con un borde recto y liso o deshilachado, pero también como una abertura que sólo se abre sin sobresalir hacia el exterior) y coloración puede ser específico de cada especie. La red de la gleba eventualmente se descompone en un capilicio pronunciado y un polvo de esporas de color gris a marrón grisáceo. La cabeza esférica de los cuerpos fructíferos tiene un diámetro de aproximadamente 3 a 30 milímetros (0,1 a 1,2 plg), según la especie. En la mayoría de las especies, los endoperidios son finos y frágiles como el papel, pero también pueden ser extremadamente gruesos y resistentes. El tallo puede ser longitudinalmente fibroso, escamoso o casi liso, blanco, marrón ocre, marrón rojizo, marrón oscuro hasta casi negro y puede tener una volva o restos rudimentarios de una volva en la base, que suele ser tuberosa y engrosada.

### Microscopía
Las esporas de paredes algo gruesas aparecen lisas, finamente verrugosas o con adornos gruesamente verrugosos en el microscopio óptico, pero las micrografías electrónicas de la superficie de las esporas son útiles para distinguir entre especies. Incluso las esporas que parecen lisas bajo la luz muestran un ornamento que a veces es típico de la especie. Las verrugas visibles ópticamente sólo pueden analizarse de forma electrónica y con precisión en cuanto a su forma y el grado de adherencia entre sí y/o la aparición de protuberancias. Las fibras de capilicio sin hebillas son pigmentadas de hialinas que van de incoloras a marrones, tienen paredes gruesas y septadas. En algunas especies, los tabiques pueden estar notablemente hinchados. La relación entre el espesor de la pared y el diámetro de la luz es, además de la forma de los tabiques, una característica determinante importante. La pared de las fibras de capillitium puede ser lisa y desnuda o tener incrustaciones resinosas o cristales depositados. Los basidios sólo se pueden observar en los cuerpos fructíferos subterráneos y ya se han desintegrado cuando el tallo se estira. Por tanto, no se utilizan como características para la determinación del taxón.

## Sistemática
Subgénero Tulostoma
Serie Tubulares
Sección Brumalia
Sección Hyphales
Sección Granulosae
Sección Volvulata
Sección Meristostoma
Serie Fimbriata
Sección Fimbriata
Sección Poculata
Sección Exasperata
Sección Dubiostoma
Sección Rickiana
Subgénero Lacerostoma
Sección Lacerata

## Especies
- Tulostoma adhaerens
- Tulostoma albicans
- Tulostoma albiceps
- Tulostoma albocretaceum
- Tulostoma album
- Tulostoma americanum
- Tulostoma amnicola
- Tulostoma andrejevianum
- Tulostoma aurasiacum
- Tulostoma australianum
- Tulostoma beccarianum
- Tulostoma berkeleyi
- Tulostoma berteroanum
- Tulostoma brasiliense
- Tulostoma brumale
- Tulostoma caespitosum
- Tulostoma cerebrisporum
- Tulostoma chevalieri
- Tulostoma chudaei
- Tulostoma cineraceum
- Tulostoma clathrosporum
- Tulostoma costatum
- Tulostoma cretaceum
- Tulostoma cyclophorum
- Tulostoma delbustoi
- Tulostoma dennisii
- Tulostoma domingueziae
- Tulostoma dumeticola
- Tulostoma exasperatosporum
- Tulostoma exasperatum
- Tulostoma excentricum
- Tulostoma exitum
- Tulostoma fimbriatum
- Tulostoma floridanum
- Tulostoma fulvellum
- Tulostoma giganteum
- Tulostoma giovanellae
- Tulostoma gracilipes
- Tulostoma helanshanense
- Tulostoma herteri
- Tulostoma hollosii
- Tulostoma hygrophilum
- Tulostoma innermongolicum
- Tulostoma involucratum
- Tulostoma jourdani
- Tulostoma kogaschiki
- Tulostoma kotlabae
- Tulostoma kreiselii
- Tulostoma laceratum
- Tulostoma lacrimisporum
- Tulostoma leiosporum
- Tulostoma lejospermum
- Tulostoma leprosum
- Tulostoma lesliei
- Tulostoma lloydii
- Tulostoma longii
- Tulostoma lysocephalum
- Tulostoma lusitanicum
- Tulostoma macalpinianum
- Tulostoma macowanii
- Tulostoma macrocephalum
- Tulostoma macrosporium
- Tulostoma melanocyclum
- Tulostoma meridionale
- Tulostoma meristostoma
- Tulostoma mohavei
- Tulostoma montanum
- Tulostoma moravecii
- Tulostoma mussooriense
- Tulostoma nanum
- Tulostoma nigeriense
- Tulostoma niveum
- Tulostoma obesum
- Tulostoma obscurum
- Tulostoma opacum
- Tulostoma pluriosteum
- Tulostoma portoricense
- Tulostoma pseudopulchellum
- Tulostoma pubescens
- Tulostoma pulchellum
- Tulostoma purpusii
- Tulostoma pusillum
- Tulostoma pygmaeum
- Tulostoma readerii
- Tulostoma reticulatum
- Tulostoma rickii
- Tulostoma rivulosum
- Tulostoma rufum
- Tulostoma semisulcatum
- Tulostoma simulans
- Tulostoma sinense
- Tulostoma squamosum
- Tulostoma striatum
- Tulostoma subfuscum
- Tulostoma submembranaceum
- Tulostoma subsquamosum
- Tulostoma thiersii
- Tulostoma transvaali
- Tulostoma utahense
- Tulostoma verrucosum
- Tulostoma verrucicapillitium
- Tulostoma volvulatum
- Tulostoma wightii
- Tulostoma xerophilum